# Gustaf Högstedt

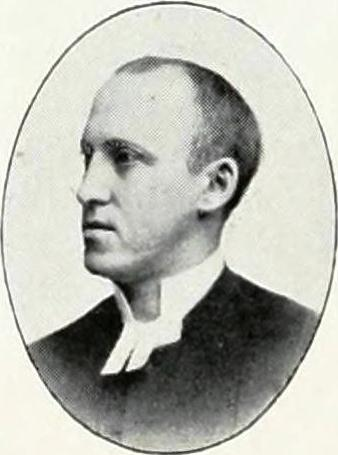
Gustaf Högstedt.

Jonas Gustaf Oscar Högstedt, född 5 februari 1848 i Ystads Sankta Maria församling, Malmöhus län, död 14 oktober 1927 i Farhults församling, Malmöhus län, var en svensk kyrkoherde och riksdagsman.
Högstedt blev student vid Lunds universitet 1871, avlade teoretisk teologisk examen 1873 och praktisk teologisk examen 1874. Han blev kyrkoadjunkt i Helsingborg 1879, var regementspastor vid Norra skånska infanteriregementet i Kristianstad 1879–1898 och kyrkoherde i Farhults församling från 1895.
Högstedt var ledamot av riksdagens andra kammare 1894–1896, invald i Helsingborgs valkrets.